# Суґіморі Кен
Кен Сугіморі (яп. 杉森建; 27 січня 1966, Фукуока) — японський ігровий дизайнер, художник, ілюстратор і манґака. Знаменитий тим, що створював дизайн персонажів до ігрової серії Pokémon. Сугіморі також займався художнім дизайном для інших ігор Game Freak. Крім того, Сугіморі створює дизайн персонажів для аніме-серіалу «Покемон», малює ілюстрації до колекційної карткової гри і працює над такими проектами Nintendo, як Super Smash Bros.
З 1981 року по 1986 рік Сугіморі малював ілюстрації до аматорському журналу Game Freak, який заснував Сатосі Тадзірі. Сугіморі знайшов номер журналу в магазині додзінсі і вирішив взяти участь у створенні його майбутніх номерів. Незабаром вони з Тадзірі стали найкращими друзями. Удвох з Тадзірі вони вирішили зробити гру Quinty для Namco. Коли Тадзірі почав Pocket Monsters Red і Green, Сугіморі займався дизайном всіх 151 покемонів, а також персонажів-людей. Red і Green швидко набрали популярність, і Сугіморі став створювати дизайни для аніме за мотивами ігор, а також ілюстрації до карткової грі.
Створюючи дизайни покемонів, Сугіморі очолював команду з кількох людей, сам же Сугіморі надавав дизайнам завершений вигляд. Щоб надихнутися, він з командою ходив до зоопарку. Сугіморі також малював ілюстрації до манґи, включаючи ту, що поширювалася з попередньо замовленими екземплярами ігор Pokémon Mystery Dungeon: Explorers of Time і Explorers of Darkness. Починаючи новий дизайн, Сугіморі спочатку створює грубі начерки, потім методом кальки кілька разів переносить їх на інші аркуші паперу, щоб надати більш завершений вигляд.